# Aurora Buades
Aurora Buades (Tortosa, 31 de maig de 1897 - Florència, Itàlia, 17 de juny de 1965) fou una mezzosoprano valenciana d'adopció.

## Biografia
Va estudiar cant inicialment amb Luis Iribarne O'Connor, i posteriorment a Milà. Va debutar professionalment a Reggio de l'Emília el 1918. El 1921 va tenir un gran èxit en el Teatro Dal Verme de Milà, en actuacions com ara a l'òpera L'Uomo che ride d'Arrigo Pedrollo. Al llarg de la seva carrera va actuar, entre altres teatres, al Teatro Colón de Buenos Aires, a Xile, al Gran Teatro de l'Havana, a Rio de Janeiro, a São Paulo, a Montevideo, a Montecarlo, al Gran Teatre del Liceu de Barcelona i al Teatro Real de Madrid. A Itàlia va cantar a La Fenice de Venècia, al Teatro Comunale de Florència, al Carlo Fenice de Gènova, a La Scala de Milà, a Roma i a l'Arena de Verona, entre altres teatres.
El paper que més fama li va donar va ser el de la protagonista de l'òpera Carmen de Georges Bizet, que va interpretar en molts teatres i va enregistrar (Columbia, 1932). Va cantar aquest paper en la presentació a la ciutat de València del famós tenor aragonès Miguel Fleta, el 7 de maig de 1925, un esdeveniment que va ser qualificat de "fletitis aguda" per part de la premsa local, la qual també va indicar que l'autèntica protagonista havia estat la Carmen d'Aurora Buades.
El 1930 es va casar amb el tenor italià Roberto d'Alessio, amb el qual va fixar la residència a Milà. A partir d'aquell moment va ser coneguda també com a Aurora Buades-D'Alessio. Anys més tard es traslladarien a viure a Florència, on ella va morir el 1965.

## Cronologia d'algunes de les seves actuacions
- 1922: Gran Teatre del Liceu de Barcelona - La Favorite de Gaetano Donizetti.[11]
- 1924: Teatro Real de Madrid - Aida de Giuseppe Verdi.[12]
- 1924: Teatro Real de Madrid - Carmen de Bizet.[13]
- 1925: Santiago de Xile - Lohengrin de Richard Wagner.[14]
- 1925: Santiago de Xile - Cavalleria rusticana de Pietro Mascagni.[14]
- 1925: Teatre Principal de València: Carmen de Bizet, Aida de Verdi.[7][15]
- 1926: Teatro Lírico de Buenos Aires - Hamlet d'Ambroise Thomas (Gertrude).
- 1929: Santiago de Xile - Suor Angelica de Giacomo Puccini.
- 1931: Òpera de Roma - Aida de Giuseppe Verdi (Amneris).
- 1932: La Scala de Milà - Aida (Amneris).
- 1933: La Scala de Milà - Guglielmo Ratcliff de Pietro Mascagni (Margherita).
- 1933: Gran Teatre del Lice de Barcelona - Carmen de Georges Bizet.[16]
- 1934: Òpera de Roma - La fiamma d'Ottorino Respighi (Eudossia).
- 1935: Las Ventas de Madrid - Carmen de Bizet,[17] Il trovatore de Verdi,[18] Aida de Verdi.[19]
- 1936: Òpera de Montecarlo - Aida (Amneris).
- 1940: Gran Teatre del Liceu de Barcelona - Aida (Amneris).[20]
- 1945: Teatro Verdi de Trieste - Carmen de Bizet.[21]